# Zygmunt Kalinowski
Zygmunt Kalinowski (* 2. května 1949 Laski) je bývalý polský fotbalový brankář.

## Fotbalová kariéra
Chytal v polské nejvyšší soutěži za Legii Warszawa, Śląsk Wrocław a Motor Lublin, nastoupil v 248 ligových utkáních. V roce 1977 vyhrál se Śląskem Wrocław polskou ligu a v roce 1976 pohár. Dále chytal i v Austrálii za Polonii Sydney, v nižší polské soutěži za Stal Kraśnik a v Kanadě za North York Rockets. V Poháru mistrů evropských zemí nastoupil ve 3 utkáních, v Poháru vítězů pohárů nastoupil v 5 utkáních a v Poháru UEFA nastoupil ve 12 utkáních. Za polskou reprezentaci nastoupil v letech 1973-1974 ve 2 utkáních. Byl členem polské reprezentace na Mistrovství světa ve fotbale 1974, kde Polsko získalo bronzové medaile za 3. místo, ale do zápasu nenastoupil.

## Ligová bilance
| Ročník              | Zápasy | Góly | Klub           |
| ------------------- | ------ | ---- | -------------- |
| Ekstraklasa 1968/69 | 0      | 0    | Legia Warszawa |
| Ekstraklasa 1969/70 | 0      | 0    | Legia Warszawa |
| Ekstraklasa 1970/71 | 3      | 0    | Legia Warszawa |
| I liga 1970/71      | -      | -    | Śląsk Wrocław  |
| I liga 1971/72      | -      | -    | Śląsk Wrocław  |
| I liga 1971/72      | -      | -    | Śląsk Wrocław  |
| Ekstraklasa 1973/74 | 29     | 0    | Śląsk Wrocław  |
| Ekstraklasa 1974/75 | 30     | 0    | Śląsk Wrocław  |
| Ekstraklasa 1975/76 | 29     | 0    | Śląsk Wrocław  |
| Ekstraklasa 1976/77 | 26     | 0    | Śląsk Wrocław  |
| Ekstraklasa 1977/78 | 27     | 0    | Śląsk Wrocław  |
| Ekstraklasa 1978/79 | 25     | 0    | Śląsk Wrocław  |
| I liga 1979/80      | -      | -    | Motor Lublin   |
| Ekstraklasa 1980/81 | 13     | 0    | Motor Lublin   |
| I liga 1982/83      | 15     | 0    | Motor Lublin   |
| Ekstraklasa 1983/84 | 28     | 0    | Motor Lublin   |
| Ekstraklasa 1984/85 | 25     | 0    | Motor Lublin   |
| Ekstraklasa 1985/86 | 0      | 0    | Motor Lublin   |
| Ekstraklasa 1986/87 | 13     | 0    | Motor Lublin   |
| II liga 1987/88     | -      | -    | Stal Kraśnik   |
| CELKEM Ekstraklasa  | 248    | 0    |                |